# 너그러운 사회
너그러운 사회(Permissive Society)란 사회학과 관련된 용어로 관대한 사회라고도 불린다.  어떤 사회가 특정한 사상이나, 관념, 풍습, 이데올로기에 한정되지 않고 다양성을 인정하고 포용해야 한다는 당위성을 가진 사회를 말한다.  탈근대주의에서는 성정체성에 대한 다양성을 인정하는 사회를 일컫기도 한다.  이러한 사회는 종교성이나 도덕성을 최소화하고, 세속적인 면을 더 풍부하게 만든다는 점에서 개인의 선택의 자유를 늘리는 사회로 볼 수 있다.

## 비판적 평가
1. 낙태의 증가가 전세계적인 낙태합법화로 인해 일어났다는 분석이다.  이것은 성적인 충동을 사회가 받아들여 주어야 한다는 인식에서 출발했으며,  생명의 존중과 보호보다는 무엇이든 사회나 국가가 너그러워야 한다는 전제하에서 출발한 것이다.

## 같이 보기
- 위해원칙